# Cầu Đông Hải

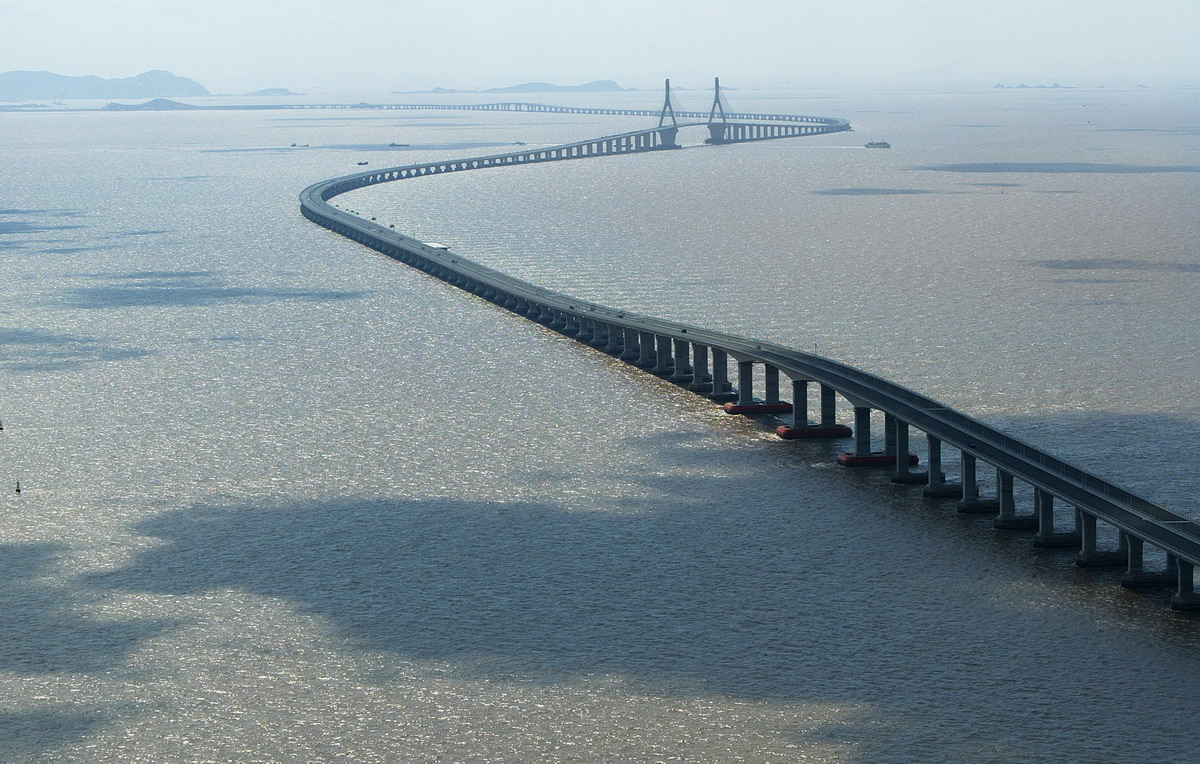
Cầu Đông Hải

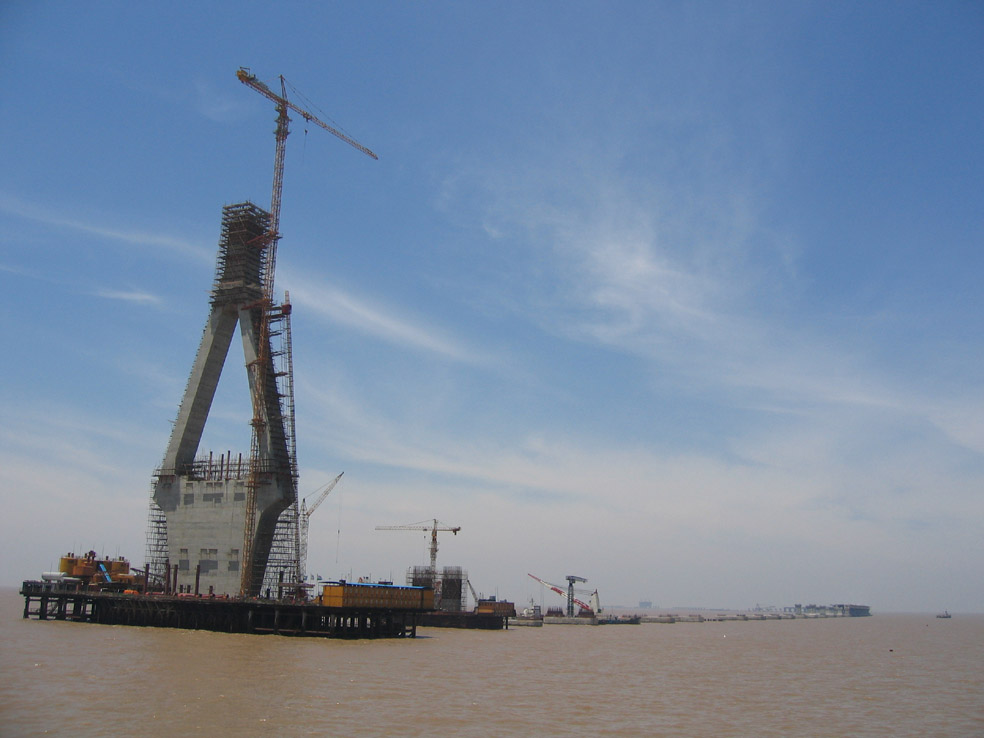
Cầu đang được xây dựng

Cầu Đông Hải (giản thể: 东海大桥; phồn thể: 東海大橋; bính âm: Dōnghǎi Dàqiáo; nghĩa đen 'cầu lớn ở Biển Đông') là cây cầu xuyên biển dài nhất thế giới cho đến khi Cầu vịnh Hàng Châu khánh thành vào ngày 1 tháng 5 năm 2008. Cầu được xây xong vào ngày 10 tháng 12 năm 2005. Cây cầu có tổng chiều dài 32.5 kilômét (20.2 dặm) nối vùng đất liền Thượng Hải với Cảng Dương Sơn ở Trung Quốc. Hầu như toàn bộ chân cầu thấp. Cũng có vài nhịp cầu dây văng cho phép những tàu lớn đi qua, với nhịp cầu lớn nhất 420 m.